# Ultimo atto a Palmira
Ultimo atto a Palmira (Last Act in Palmyra) è un romanzo giallo del 1994 scritto da Lindsey Davis, sesto volume della serie ambientata nella Roma imperiale del I secolo, incentrata sulle indagini dell'investigatore privato Marco Didio Falco.

## Edizioni
- Lindsey Davis, Ultimo atto a Palmira, collana I Marlin, traduzione di Maria Elena Vaccarini, Marco Tropea Editore, 6 aprile 2004, ISBN 9788843803354.